# Liste des aéroports les plus fréquentés au Brésil
Cet article dresse une liste des aéroports les plus fréquentés du Brésil quant au trafic de passagers (niveau de charge des terminaux). Pour chaque aéroport, la liste cite la ville principale associée à l’aéroport et pas nécessairement la commune où l’aéroport est physiquement rattaché. Le tableau prend uniquement en compte les aéroports exploités par les entreprises Infraero, DAESP et Terminais Aéreos de Maringá - SBMG SA.

## En graphique
Pour des raisons techniques, il est temporairement impossible d'afficher le graphique qui aurait dû être présenté ici.

Voir la requête brute et les sources sur Wikidata.

## Chiffres 2018[1]
| Rang | Aéroport                                               | Ville          | Total passagers | Evol. annuelle |        |
| ---- | ------------------------------------------------------ | -------------- | --------------- | -------------- | ------ |
| 1    | Aéroport international de São Paulo/Guarulhos          | São Paulo      | 42831981        | 13,25%         | Stable |
| 2    | Aéroport de São Paulo/Congonhas                        | São Paulo      | 21546480        | -1,40%         | Stable |
| 3    | Aéroport international Presidente Juscelino Kubitschek | Brasilia       | 17622873        | 420%           | Stable |
| 4    | Aéroport international de Rio de Janeiro-Galeão        | Rio de Janeiro | 15005304        | -7,62%         | Stable |
| 5    | Aéroport international de Belo Horizonte-Confins       | Belo Horizonte | 10591138        | 4,20%          | Stable |
| 6    | Aéroport international de Viracopos                    | Campinas       | 9223074         | -110%          | Stable |
| 7    | Aéroport Santos-Dumont                                 | Rio de Janeiro | 9108564         | -1,50%         | Stable |
| 8    | Aéroport international de Recife                       | Recife         | 8399935         | 801%           | 1      |
| 9    | Aéroport international Salgado Filho                   | Porto Alegre   | 8301172         | 3,61%          | 1      |
| 10   | Aéroport international de Salvador de Bahia            | Salvador       | 8001175         | 1,27%          | Stable |
| 11   | Aéroport international de Fortaleza                    | Fortaleza      | 6614227         | 11,44%         | 1      |
| 12   | Aéroport international de Curitiba                     | Curitiba       | 6289075         | -6,40%         | 1      |
| 13   | Aéroport international Hercílio-Luz                    | Florianópolis  | 3839348         | -0,10%         | Stable |
| 14   | Aéroport de Belém                                      | Belém          | 3505903         | 5,80%          | Stable |
| 15   | Santa Genoveva Airport                                 | Goiânia        | 3211536         | 3,90%          | Stable |
| 16   | Eurico de Aguiar Salles Airport                        | Vitória        | 3021949         | -0,23%         | Stable |
| 17   | Marechal Rondon Airport                                | Cuiabá         | 3006701         | 4,30%          | Stable |
| 18   | Aéroport de Manaus-Eduardo Gomes                       | Manaus         | 2760626         | 4,30%          | Stable |
| 19   | Aéroport du Grand Natal                                | Natal          | 2429398         | 110%           | Stable |
| 20   | Foz do Iguaçu International Airport                    | Foz do Iguaçu  | 2340950         | 79%            | Stable |